# Walter Farley
Walter Farley (* 26. Juni 1915 in Syracuse, New York, USA; † 16. Oktober 1989 in Sarasota, Florida, USA) war ein US-amerikanischer Schriftsteller. Walter Farley, der 1941 seinen Bachelor of Arts am Columbia College der Columbia University erhielt, wurde vor allem durch sein Jugendbuch Blitz, der schwarze Hengst bekannt, das im selben Jahr veröffentlicht wurde. Das Buch wurde mehrfach verfilmt, darunter von Francis Ford Coppola unter dem Titel Der schwarze Hengst. Auch folgten Fortsetzungen und weitere Ableger des Romans, die nach seinem Tod von seinem Sohn, Steven Farley, fortgesetzt wurden.

## Leben
Walter Lorimer Farley wurde 1915 – nach vereinzelten Angaben 1920 – als Sohn des stellvertretenden Hotelmanagers Walter Farley und seine Ehefrau Isabell (Vermilyea) Farley in Syracuse geboren.
Als Kind hatte sich Walter Farley nichts sehnlicher als ein eigenes Pony oder Pferd gewünscht, sodass er selbst bei diesbezüglichen Preisausschreiben mitmachte. Erst als 1927 sein Onkel, ein professioneller Pferdefachmann und -Trainer, von der Westküste nach Syracuse zog, gingen seine Wünsche zumindest teilweise in Erfüllung: „My greatest love was, and still is, horses. I wanted a pony as much as any boy or girl could possibly want anything – but I never owned one. I tried selling subscriptions to win a pony, which was offered as a prize to the kid who sold the most subscriptions. Then my uncle with a flock of show horses and jumpers moved from the West Coast to Syracuse, and I was deliriously happy. I was at the stables every chance I could get.“ Von ihm konnte er die Vorzüge und Nachteile der jeweiligen Pferdeerziehung lernen. Dieser Onkel war zwar nicht der erfolgreichste Trainer, versuchte sich aber in allen möglichen Disziplinen seiner Zunft, wie zum Beispiel auch bei Steeplechases, sodass er seinem Neffen eine breite Kenntnisgrundlage liefern konnte. Farley begann mit dem Schreiben an seinem Erstling The black stallion, als er die Erasmus Hall High School in Brooklyn besuchte, und setzte den Schreibprozess fort, als er an die Mercersburg Academy in Pennsylvania wechselt. Er vollendete seinen Roman – gefördert durch seinen Dozenten Mable R. Robinson, der ihn ermutigte, das Buch bei Random House vorzustellen – kurz vor seiner Abschlussprüfung an der Columbia University. Sein eigentlich zweiter Roman Larry and the Underseas Raider über einen japanischen U-Boot-Überfall auf US-amerikanische Schiffe in der Nähe von Hawaii wurde von seinem Verlagshaus Random House zunächst abgelehnt, nach dem Angriff auf Pearl Harbor jedoch 1942 in Druck gegeben. Nachdem er kurz bei der Werbeagentur Batten, Barton, Durstine, and Osborn in New York gearbeitet hatte, wurde Farley wie viele andere Männer seiner Generation 1942 im Zweiten Weltkrieg zur US-Army (Fourth Armored Division) eingezogen, wo er als Reporter für das Army-Magazine Yank und auch als Besatzungsmitglied eines Panzers diente. Während seiner Militärzeit verfasste er seinen zweiten Pferde-Roman: The black stallion returns. Bereits vor seiner Entlassung aus dem Militärdienst heiratete er seine Frau Rosemary Lutz, ein Manhattan Power-Model aus New York, am 26. Mai 1945 und zog mit ihr 1946 nach Pennsylvania.
1950 ließ Farley über die Zeitschrift LIFE als Werbestrategie einen Wettbewerb ausloben, in dem er einen Namen für sein im zwei Jahre später erscheinenden Roman The Black Stallion's Filly zentrales Stutenfohlen suchte: Das Magazin erreichten 50.000 Leserzuschriften, aus denen Farley schließlich Black Minx auswählte. Allerdings hatten 13 Einsenderinnen diesen Namen ausgewählt, sodass Farley jede nach ihren Motiven fragte und danach eine als Gewinnerin eines zweijährigen Grauschimmels auswählt.
Farley und seine Frau Rosemary hatten vier Kinder und lebten auf einer Farm in Pennsylvania, wo er, angeregt durch die Lehrjahre bei seinem Onkel, unter anderem Araber-Pferde züchtete und trainierte, sowie in einem Strandhaus in Florida. 1962 organisierten seine Frau und er einen Freundeskreis zur Gründung einer öffentlichen Stadtbücherei, aus der drei Jahre später die Stadtbibliothek der Stadt Venice hervorging.
1967 starb eine seiner Töchter im Teenageralter bei einem schweren Autounfall, was ihn indirekt zu The Black Stallion and the Girl inspirierte, um der Pferdeliebe seiner Tochter ein literarisches Denkmal zu setzen.
1989 ehrte ihn die Stadtbibliothek seiner Wahlheimat Venice, indem man dort im Bereich der Kinder- und Jugendbibliothek die Walter Farley Literary Landmark einrichtete. Seine Werke wurden in vierzehn Sprachen übersetzt. Er selbst ritt gerne Dressur und Lipizzanerpferde. Außerdem betätigte sich Farley als Segler mit einer eigenen 35-Fuß-Schaluppe.
Farley starb im Alter von 74 Jahren an Krebs, kurz vor der Veröffentlichung von The Young Black Stallion und kurz nach Beginn der Produktion der filmischen Adaption Black, der schwarze Blitz. Farley selbst hatte zunächst Befürchtungen, dass das Drehbuch seine künstlerische Konzeption vernachlässigen würde, war aber nach eigenen Aussagen mit der ästhetischen Konzeption nach Fertigstellung des Drehbuchs zufriedengestellt.

## Werke
- Blitz der schwarze Hengst. (The black stallion. 1941)
- Blitz kehrt heim. (The black stallion returns. 1945)
- Blitz schickt seinen Sohn. (Son of the black stallion. 1947)
- Der Hengst der blauen Insel (The island stallion 1948)
- Blitz und Vulkan. (The black Stallion and Satan. 1949)
- Rotes Pferd mit schwarzer Mähne (The black stallion's blood bay colt 1951)
- Die Rache des roten Hengstes (The island stallion's fury 1951)
- The Black Stallion's Filly. 1952.
- Blitz bricht aus. (The Black stallion revolts. 1953)
- Blitz und Feuerteufel. (The Black Stallion's Sulky Colt. 1954)
- The Island Stallion Races. 1955.
- Blitz legt los. (The Black Stallion's Courage. 1956)
- Blitz sucht seinen Vater (The black stallion's Mystery. 1957)
- The Horse-Tamer. 1958.
- Blitz und der Brandfuchs. (Black Stallion and Flame. 1960)
- Man o' War 1962
- Blitz wird herausgefordert. (The black stallion challenged. 1964)
- The Horse that swam away. 1965.
- Der Junge mit dem großen Hund (The Great Dane Thor 1966)
- Blitz in Gefahr. (The black stallion's ghost. 1969)
- Blitz und Pam/Mädchen im Sattel. (The black stallion and the girl. 1971)
- Blitz, der Hengst des Sonnengottes. (The black stallion legend. 1983)
- Blitz, das schwarze Fohlen. (zusammen mit Steven Farley) (The young black stallion. 1989)
- Blitz, der unheimliche Schatten. (Steven Farley) (The black stallion's Shadow. 1996)

Die Blitz-Bücherreihe wurde nach Walter Farleys Tod von dessen Sohn fortgesetzt.

## Auszeichnungen und Ehrungen
- 1944: Pacific Northwest Library Association’s Young Reader’s Choice Award für The Black Stallion[15][16]
- 1948: Pacific Northwest Library Association’s Young Reader’s Choice Award für The Black Stallion Returns[17]
- 1948: Boys Club Junior book Award für The Black Stallion Returns
- 1989: Literary landmark in der Venice Area Public Library, Venice, Florida

## Rezeption
Die Blitz-Pferdebuchreihe, die sich allein in den Vereinigten Staaten in 12 Millionen Exemplaren verkaufte, war seit den 1950er Jahren auch im deutschsprachigen Raum sehr populär, zumal sie sich als Pferdegeschichte deutlich vom so genannten „Backfisch“-Muster des Backfischromans abhob. Als von einem Mann verfasste Pferdesportgeschichte veränderte sich dank der realistischen und weniger romantisierenden Pferdedarstellung der Tenor hin zur klassischen Tiergeschichte. Schließlich tauchte das domestizierte Pferd erst in den 1930er Jahren als Hauptfigur auf. Dabei meist in dem Situationsgefüge, dass ein Wildpferd eingefangen und dank der fürsorglichen Freundschaft eines Menschen gezähmt wird. Diesem Handlungsmuster entspricht insbesondere der erste Band der Blitz-Reihe. Der Beziehung des jungen Alec zum ebenfalls isolierten Rapphengst Blitz kommt dabei durch das gemeinsam zusammenschweißende Erlebnis des Schiffbruchs eine Einzigartigkeit zu, die man in den herkömmlichen Backfisch/Pferderomanen jener Zeit nicht erleben konnte. Albert G. Millers Fury verfolgte ein ähnliches Erfolgsrezept, beschränkte sich aber im Gegensatz zur Blitz-Reihe auf den privaten Wirkungskreis, während Blitz dank und unter anderem mit Alec im Sattel weltweit zum gefeierten Galoppchampion wird und als Ahnherr eines Gestüts seine Erfolgsgene an seine Nachkommen selbst beim Trabrennsport weitervererbt.
Bei einem rückblickenden literarischen Vergleich wurde Farleys Methode folgendermaßen positiv hervorgehoben: „Farley nimmt sich viel Zeit, Eigenleben und Eigenwelt des Pferdes zu schildern, gibt Einblicke in das Tierverhalten und zeigt Zusammenhänge in der Natur. Dadurch weckt er gleichzeitig Neugier für die Natur und das Wesen des Pferdes sowie Mitgefühl mit dem Tier.“
Im englischsprachigen Raum begründete man rückblickend den großen Erfolg seiner Buchreihe damit, dass Farley die Erwartungshaltung seines Publikums stets hoch eingeschätzt und daher neben dem thematischen Hintergrund des jeweiligen Abenteuers viel Wert auf eine realistische Schilderung beziehungsweise Grundlage und eine detaillierte Ausführung der Charaktere gelegt habe. Im Gegensatz zu vielen anderen über die Jahre erfolgreichen Jugendbuchserien hätte dabei das literarische Niveau der Bücher Farleys kaum nachgelassen, weil jedes Buch auch für sich selbst stehen konnte: „although hist books are linked by character and story, each can stand alone as a fine adventure tale.“ Außerdem habe die Reihe versiert den Mythos Arabiens mit dem aktionsgeladenen Drama des Pferderennens verbunden. Darüber hinaus seien seine Protagonisten, Alec und Blitz, im Vergleich zu herkömmlichen Jugendbuchreihen im Laufe der Jahre erkennbar erwachsen geworden, womit Farley selbst auch verstärkt professioneller und ambitionierter schrieb, ohne jedoch seine Leidenschaft bei der Beschreibung von Vollblutpferden zu vernachlässigen, die seinen Erfolg bei der jugendlichen Leserschaft garantierte.

## Adaptionen
Film und Fernsehen
- 1979: Der schwarze Hengst (The Black Stallion), Regie: Carroll Ballard.[28]
- 1983: Der schwarze Hengst kehrt zurück (The Black Stallion Returns), Regie: Robert Dalva.[29]
- 1990–1993: The Adventures of the Black Stallion – kanadische Fernsehserie, die lose auf den beiden ersten Büchern der Reihe basierte.[30]
- 2003: The young Black Stallion, Regie: Simon Wincer.[31] Steven Farley distanzierte sich selbst ausdrücklich von dieser Verfilmung, da seiner Auffassung nach die Adaption nur sehr lose auf der literarischen Vorlage beruhen würde und merkwürdigerweise der Ahnvater dieser arabischen Pferde mehr einem Friesen ähneln würde.[1]